# Bertrix
Bertrix là một đô thị của Bỉ. Đô thị này nằm ở tỉnh Luxembourg, vùng Wallonie.
Ngày 1 tháng 1 năm 2007, đô thị này có diện tích 137.7 km², dân số 8.164 người với mật độ dân số 59,3 người trên mỗi km².

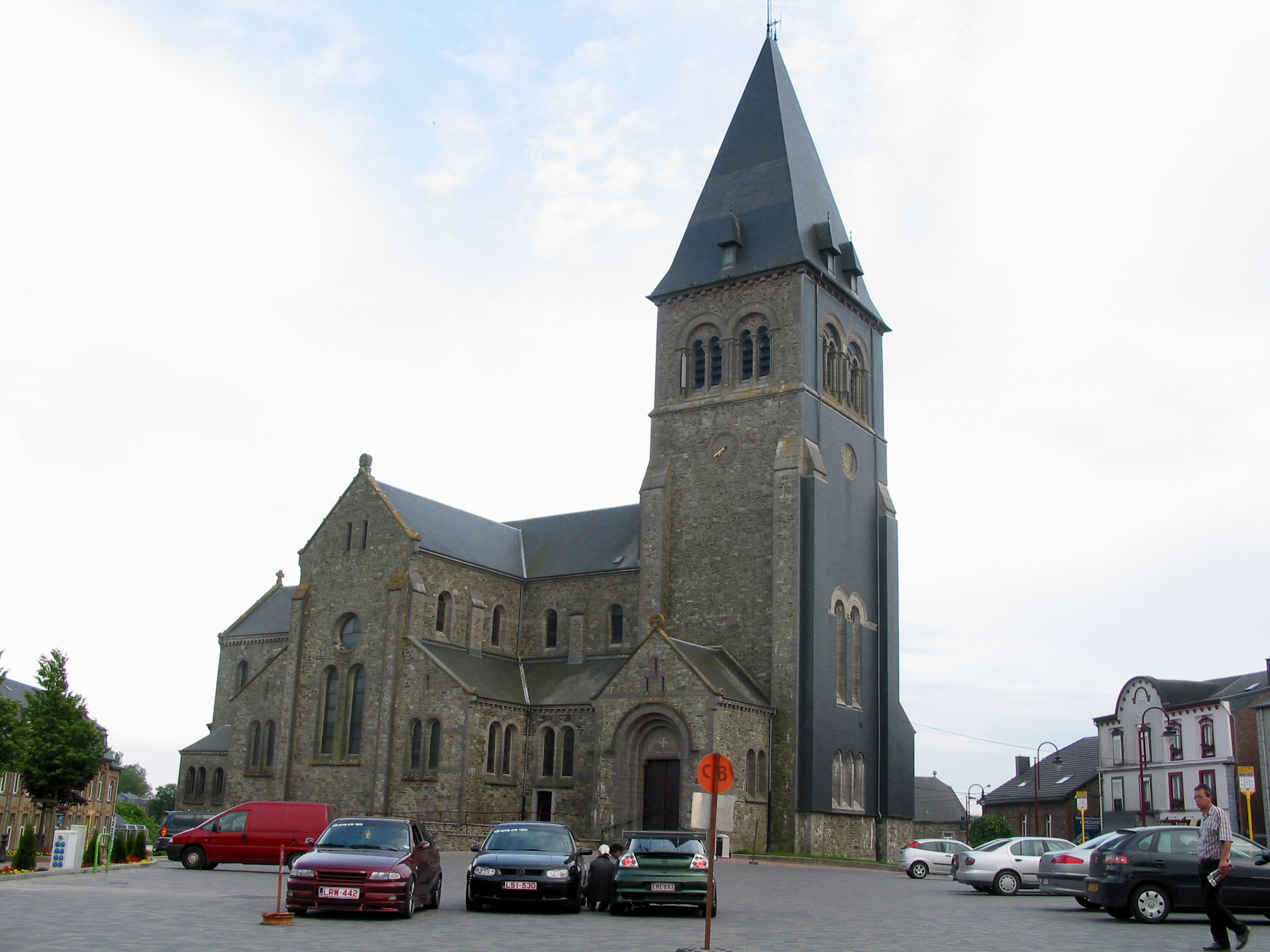
Giáo đường St Stephen

Bertrix kết nghĩa với Charmes, Pháp (từ năm 1968), Rusca Montana (România) (từ năm 1990) và Church Point, Louisiana (Hoa Kỳ) (từ năm 1992).
Bertrix có nhà ga xe lửa nằm ở phía đông của thị xã, với các tuyến tàu nối Libramont, Dinant và Virton. 